# Adjudeni, Neamț
Adjudeni (maghiară Dzsidafalva/Egyedfalva) este un sat în comuna Tămășeni din județul Neamț, Moldova, România.

## Istoric
Gheorghe I. Năstase, referindu-se la cele 6 sate în totalitate maghiare găsite de Marco Bandini la 1646 în zona Romanului: Tămășeni (în maghiară Tamásfalva, menționat de Bandini ca Thomasest), Adjudeni (Dsudai, Gsiuda falva), Răchiteni (Domafalva), Săbăoani (Szabófalva), Leucușăni (Lökösfalva, contopit cu Săbăoani), Tețcani (Steczkofalva), a menționat că acesta reprezenta la acea vreme nucleul maghiar al Ținutului Romanului. Însă, nucleul s-a mărit considerabil pe ambele maluri ale luncii Siretului în secolele al XVIII-lea și al XlX-lea cu satele: Cozmești, Mogoșești, Luncași, Hălăucești, Mircești, Ursărești, Traian și Sturza. În aceeași perioadă au apărut și satele maghiare din bazinul inferior al râului Moldova, precum: Corhana, Pildești, Gherăiești, Iugani, Barticești, Muncelu de Sus, Tupilați, David, Talpa, Breaza, Văleni și Bârgăoani.
Documentele interne moldovenești atestă existența satului Adjudeni pentru prima dată la 2 mai 1625, într-un document dat la Iași de către Ștefan Tomșa, voievodul Moldovei, prin care "întărește lui Lupu, al treilea logofăt, pentru slujba credincioasă, satul Agiudenii pe Siret, ținutul Roman."
Localitate situată la 11 kilometri de localitatea Roman. Localitate cu populație predominantă catolică, renumită în special pentru arhitectura specială a bisericii romano-catolice, amplasată în centrul localității, ce măsoară 72 de metri înălțime.
Între anii 1775 și 1860, centrul parohial a fost stabilit alternativ la Adjudeni, Răchiteni și Tămășeni. În anul 1861, a fost redeschisă Parohia Adjudeni, ce a fost păstorită timp de trei decenii de pr. Alfons Manfredi, ctitor în perioada 1879-1880 al primei biserici de piatră în sat.
La sfârșitul secolului al XIX-lea populația era compusă din 249 capi de familie (885 locuitori) din care 175 capi de familie (563 Iocuitori) maghiari și două familii de evrei.
Biserica „Coborârea Duhului Sfânt” a fost lărgită și refăcută în 1928, iar între anii 1973 și 1984 a fost construită noua biserică. Aceasta a fost sfințită și consacrată la 3 iunie 1990 de către Petru Gherghel.